# Жовта гарячка
Жо́вта гаря́чка (лат. febris flava, англ. yellow fever, ісп. fiebre amarilla, фр. fievre jaune, амарильна гарячка, амарильний тиф, амарильоз, жовта лихоманка) — гостра арбовірусна природно-осередкова хвороба з групи геморагічних гарячок, що характеризується раптовим початком, двофазною високою гарячкою, різко вираженою загальною інтоксикацією, тромбогеморагічним синдромом, ураженням печінки з появою жовтяниці, ушкодженням нирок й інших органів.

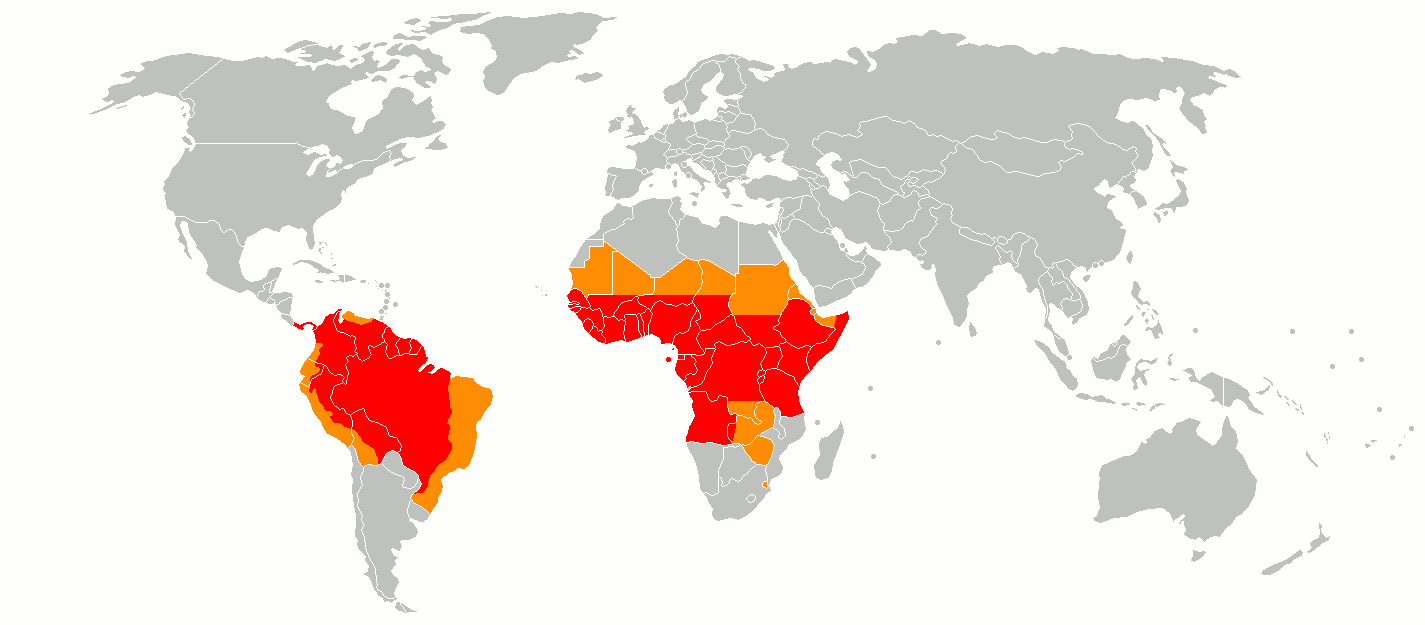
Сучасне поширення жовтої гарячки в світі.
♦ Райони, де жовта гарячка є ендемічною;
♦ Райони, куди жовта гарячка може потенційно легко поширюватися.

Ця хвороба є ендемічною для країн із тропічних і субтропічних регіонів Африки та Латинської Америки із загальним населенням понад 900 млн осіб. Станом на 2023 рік це 33 країни Африки і 13 — Центральної та Південної Америки. Проведення широких профілактичних і протиепідемічних заходів, в тому числі вакцинації, призвело до значного зниження рівня захворюваності, однак за оцінками Всесвітньої організації охорони здоров'я (ВООЗ), щорічно у світі відбувається приблизно 200 тисяч випадків захворювання на жовту гарячку (щонайменше 90 % випадків — у країнах південніше Сахари в Африці), 30 тисяч з яких закінчуються смертю. Дослідження моделювання, засноване на африканських джерелах даних, оцінило, що тягар жовтої гарячки протягом 2013 року становив 84 000–170 000 тяжких випадків і 29 000–60 000 смертей. 
Загалом помирає до 50 % людей, у яких розвинулася тяжка форма. Ліків для лікування жовтої гарячки й на сьогодні немає. За останні два десятиліття число випадків захворювання на жовту гарячку виросло у результаті зниження імунітету населення до цієї інфекції, вирубки лісів, урбанізації, міграції населення і зміни клімату.
Жовту гарячку відносять до тих інфекційних хвороб, які виявили здатність спричиняти серйозний вплив на здоров'я населення та швидко поширюватися в міжнародних масштабах. Згідно з Міжнародними медико-санітарними правилами 2005 року жовта гарячка підлягає регуляції цими правилами, про кожний випадок її слід негайно сповіщати ВООЗ.
Вірус жовтої гарячки віднесено до тих біологічних агентів, які офіційно визнано чинниками біологічної зброї.

## Історичні відомості
Вперше достовірно клінічно жовту гарячку описав у 1648 році під час епідемії на мексиканському півострові Юкатані іспанський монах Лопес де Когольюдо. У минулому ця хвороба нерідко набувала характеру тяжких епідемій з високою летальністю не тільки в ендемічних тропічних регіонах Африки й Америки, а й з неодноразовим занесенням у країни Північної Америки та Європи. В англійських колоніях Америки та Африки жовту гарячку часто називали «Жовтим Джеком», тому що про наявність на кораблі хворого на жовту гарячку капітан мав сповістити при вході до порту. Тому замість англійського прапора «Юніон Джек» вивішувався жовтий карантинний прапор «Жовтий Джек». Звідти таку назву хвороби надалі широко використовували в США, і вона стала відома у світі.

Міжнародний сучасний морський сигнал «Ліма», який одночасно називають «Жовтим Джеком», що має за мету сповістити про наявність на борту судна хворого, який потребує карантину. У XIX ст. був суцільно жовтим за кольором, його вивішували на грот-щоглі як сповіщення про жовту гарячку на борту.

Жовта гарячка поширювалася з Карибських островів до США, починаючи з 1693 року. У Філадельфії з 1793 року, коли трапилася велика епідемія хвороби, збереглася будівля карантинної станції в 10 милях південніше від міста, де ізолювали хворих. Хоча у 1808 році департамент охорони здоров'я Бостона ухвалив рішення, що судна, які прибувають в порт, повинні бути 3 дні на карантині, якщо в плаванні вони побували на Карибських островах або інших тропічних портах понад 25 днів, але у 1822 році епідемія спалахнула й в цьому місті, так далеко на півночі США.
У XIX столітті основні спалахи жовтої гарячки були пов'язані із занесенням інфекції до басейну річки Міссісіпі. Одна з ранніх епідемій забрала 13 000 життів і надовго паралізувала будь-яку ділову активність в районах навколо річки. Новий Орлеан, Мобіл, Саванна і Чарлстон були частими мішенями цієї хвороби. У Новому Орлеані в 1853 році захворіло рівно 7 849 жителів міста, понад 1 000 померло, але про цю епідемію довго не повідомляли, щоб не породити паніку в торгівлі. У 1855 році судно, що мало на борту хворих на жовту гарячку, причалило до узбережжя південно-східної Вірджинії. Через це виникла епідемія, яка призвела до смерті понад 3 000 жителів Портсмута і Норфолка. Поширення на Мемфіс, розпочате вірусом в 1878 році, коштувала життя можливо 20 тисячам людей в місті та його околицях, при тому, що захворіло понад 120 тисяч. Бічленд, близько Віксбурга, став покинутим містом-привидом через епідемію. До кінця 1878 року 3 227 його громадян померли від цієї хвороби. Журналісти тоді дали ще одну назву хворобі — «Бронзовий Джон». У 1905 році в Новому Орлеані жовта гарячка уразила 5 000 осіб, 1/5 з яких померла. У Філадельфії з кінця XVII до початку ХХ століття було зареєстровано 20 епідемій «Жовтого Джека», в Нью-Йорку — 15, в Бостоні — 8, в Балтіморі — 7. У Техасі з 1833 року, часу першої появи «Жовтого Джека», до останньої епідемії 1907 року було зафіксовано 19 епідемій.

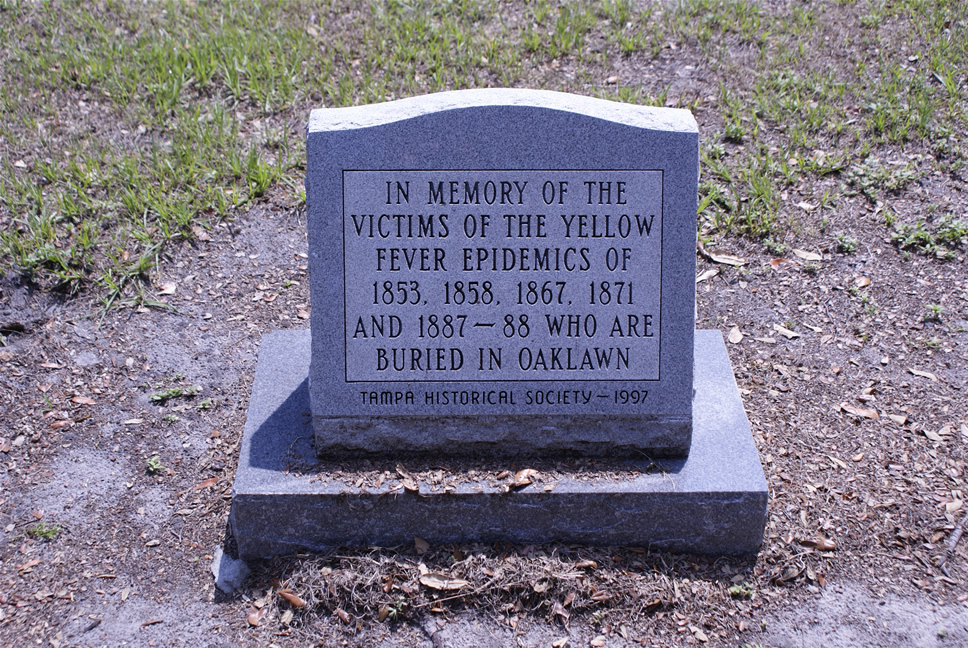
Монумент на честь померлих у численних епідеміях жовтої гарячки XIX ст. в США.

Під час військової експедиції Наполеоновських військ на Гаїті у 1802 році від епідемії цієї хвороби померло 50 270 військових з 58 845, які складали корпус шурина Наполеона, генерала Шарля Леклерка, який теж помер від жовтої гарячки.
До Європи жовта гарячка була завезена в 1723 році. Спочатку спалахи зареєстрували в Лісабоні, потім в Іспанії та портових містах Англії. Скрізь спостерігали високу летальність. У 1821 році відбулась епідемія в Барселоні серед матросів, які прибули з Куби. Перші випадки захворювань людей виникли в доках, потім хвороба поширилась у райони бідняків, а потім захопила і центр столиці Каталонії. Уражено було 20 000 мешканців міста, що склало 1/6 всіх його жителів. Завезення інфекції на досить короткий час до Лісабону в 1857 році тим не менш забрало життя 6 000 громадян столиці Португалії.

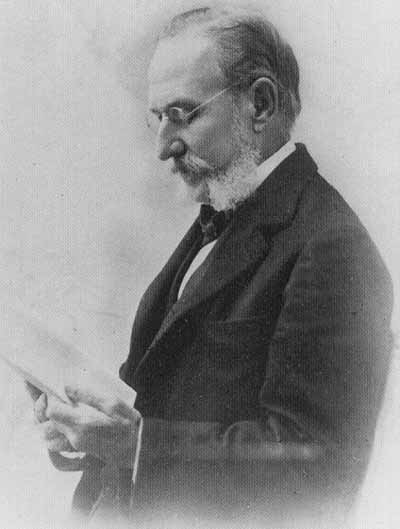
Кубинський дослідник Карлос Фінлей.

На Кубі під час іспано-американської війни наприкінці XIX століття жовта гарячка швидше знищувала американську армію ніж кулі та снаряди іспанців. За короткий час інфекція згубила 1/3 офіцерів штабу американського експедиційного корпусу. Кубинський лікар французько-шотландського походження Карлос Хуан Фінлей припустив, що хворобу передають комари через свої укуси.

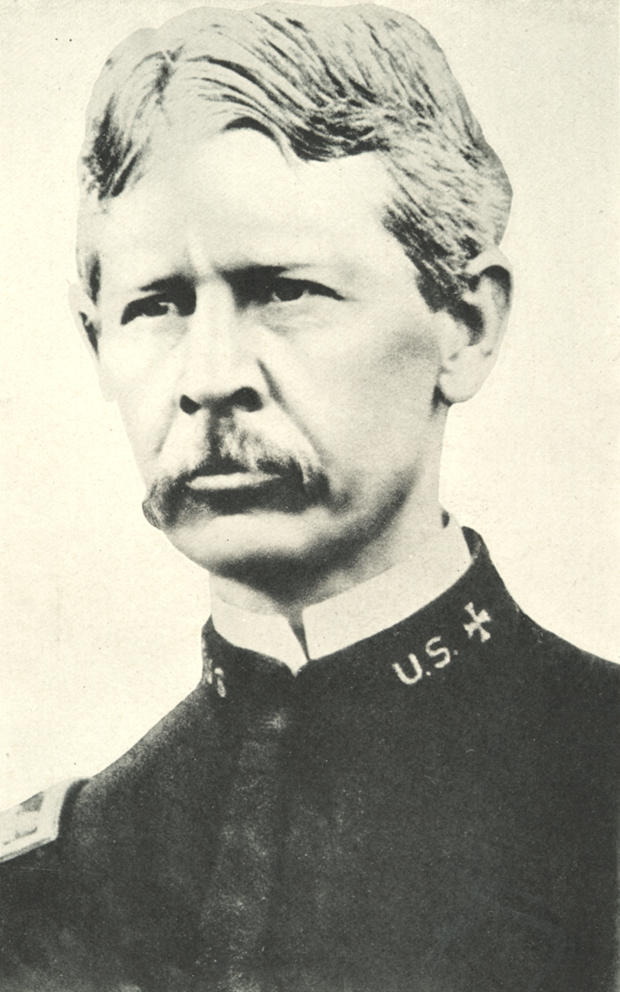
Американський лікар Вальтер Рід.

Однак поки цю ідею не підхопив голова комісії по боротьбі зі смертельною заразою військовий лікар Вальтер Рід, вона залишалася тільки гіпотезою. Саме американець переконався в тому, що доглядальниці, що доглядали за хворими на жовту гарячку, на нею не хворіють. Оскільки в той момент не знали відповідних тварин, на яких би можна було повністю відтворити хворобу, то необхідно було ризикнути людськими життями. У 1900 році молодший хірург Джеймс Керролл і солдат Вільям Дін провели з метою доказу комариної передачі експеримент по зараженню. Вони дали себе покусати інфікованим комарам, захворіли й одужали. А доктор Джесс Лезір поплатився за подібний досвід своїм життям… Для отримання чистого експерименту (а раптом Керролл і Дін заразилися по-іншому, випадково) ще одного американського добровольця, рядового Киссенджера спеціально спочатку протримали в особливому карантині й лише потім піддали атакам комарів. Він перехворів через деякий час і видужав, хоча й залишився паралізованим на ноги. Експеримент із зараженням був повторений на п'яти щойно прибулих на острів іспанських іммігрантах, які отримали за ризик кожен по 200 доларів. Четверо з п'яти захворіли на типову форму жовтої гарячки. І в тому ж році лікар Кук і два американських солдата Фок і Джернеган довели неможливість якоїсь іншої передачі жовтої гарячки. Вони деякий час жили в закритому для доступу комарів будинку, де до цього містилися хворі, витрушували їх ковдри і дихали цієї пилом, користувалися предметами побуту, спали на простирадлах і подушках померлих. Вони не захворіли. А добровольця, цивільного клерка Морана помістили в найчистіший будиночок, але в який нагнали заражених комарів. Вони покусали Морана і той переніс тяжку жовту гарячку, насилу вижив. Після цього відкриття всього за 9 днів Гавана була очищена від комарів і випадки смертельної недуги зникли. У ліквідації діяльну участь взяв американський офіцер медичної служби, головний санітарний лікар Гавани Вільям Горгас, який керував організацією заходів.
У 1927 році англійський професор патології Адріан Стокс вперше виділив вірус із крові 27-річного хворого на ім'я Азібі (так стали іменувати надалі класичний штам вірусу) в Африці, при цьому сам заразився через укус комара й помер від жовтої гарячки.

## Етіологія

### Загальна характеристика
Збудник — Flavivirus febricis, його відносять до роду Flavivirus, родини Flaviviridae. Він РНК-вмісний, його культивують на курячих ембріонах і культурах тканин. Патогенний для мавп, білих мишей. Вірус жовтої гарячки представлений одним серотипом, проте має 2 серологічні варіанти (південноамериканський та африканський).

### Культуральні особливості
Збудник стійкий до висушування і заморожування (зберігається більше року), дії 50 % розчину гліцерину, але швидко інактивується при високій температурі, під дією звичайних концентрацій хлоровмісних дезінфектантів, етеру, формаліну.

Встановлено, що тривале культивування вірусу в лабораторних умовах призводить до виникнення авірулентних, але імуногенних штамів. Саме завдяки цьому була отримана вакцина (Макс Тейлер, 1930 р.). У людини вірус можна виділити з крові перші в 4 дні хвороби, у разі смерті — з мозку, печінки, селезінки, нирок.

## Епідеміологічні особливості

### Загальні епідеміологічні характеристики
Хвороба відноситься до трансмісивних інфекцій. Передавання інфекції відбувається через укус комах — різних комарів й москітів.
Розрізняють 2 епідеміологічні типи жовтої гарячки:
- сільський (лісний, джунглевий) або ендемічний — первинний, зоонозний;
- міський або епідемічний — вторинний, антропонозний.

В Україні комарів, здатних переносити жовту гарячку, немає, що робить неможливим стійке природне поширення її. Однак сучасним авіаційним транспортом можливе завезення з тропічних зон не тільки хворих на жовту гарячку, але і заражених вірусом переносників, які можуть виживати в навколишньому середовищі декілька діб у літній період й за цей час інфікувати людей поблизу аеропортів, що вимагає дотримання суворих протиепідемічних заходів при прильоті літаків з ендемічних регіонів, знезараження бортів від комарів.

### Джерело і резервуар інфекції
Резервуаром збудників у природних осередках (джунглевих лісах) є мавпи, можливо їжаки, сумчасті, гризуни, у яких інфекція може перебігати латентно (скрито). Переносниками збудників у таких осередках є комарі Aedes sympsoni, Aedes africanus, які нападають на людей, як правило, при перебуванні їх у джунглях, роботах на плантаціях тощо. Захворюваність носить переважно спорадичний характер. Підвищення рівня захворюваності на жовту гарячку спостерігають після сезону тропічних злив, коли відмічається надзвичайно активне розмноження комарів навіть у найменших водоймах і резервуарах. Найбільш сприйнятливі діти і особи молодого віку. Дорослі після багаторазового зараження стають, як правило, резистентними до розвитку тяжких симптомів захворювання. Джерелом збудників у міських осередках є хворі на жовту гарячку люди (в останній день інкубації і перші три дні хвороби).

### Механізм передачі й переносник (вектор передачі)

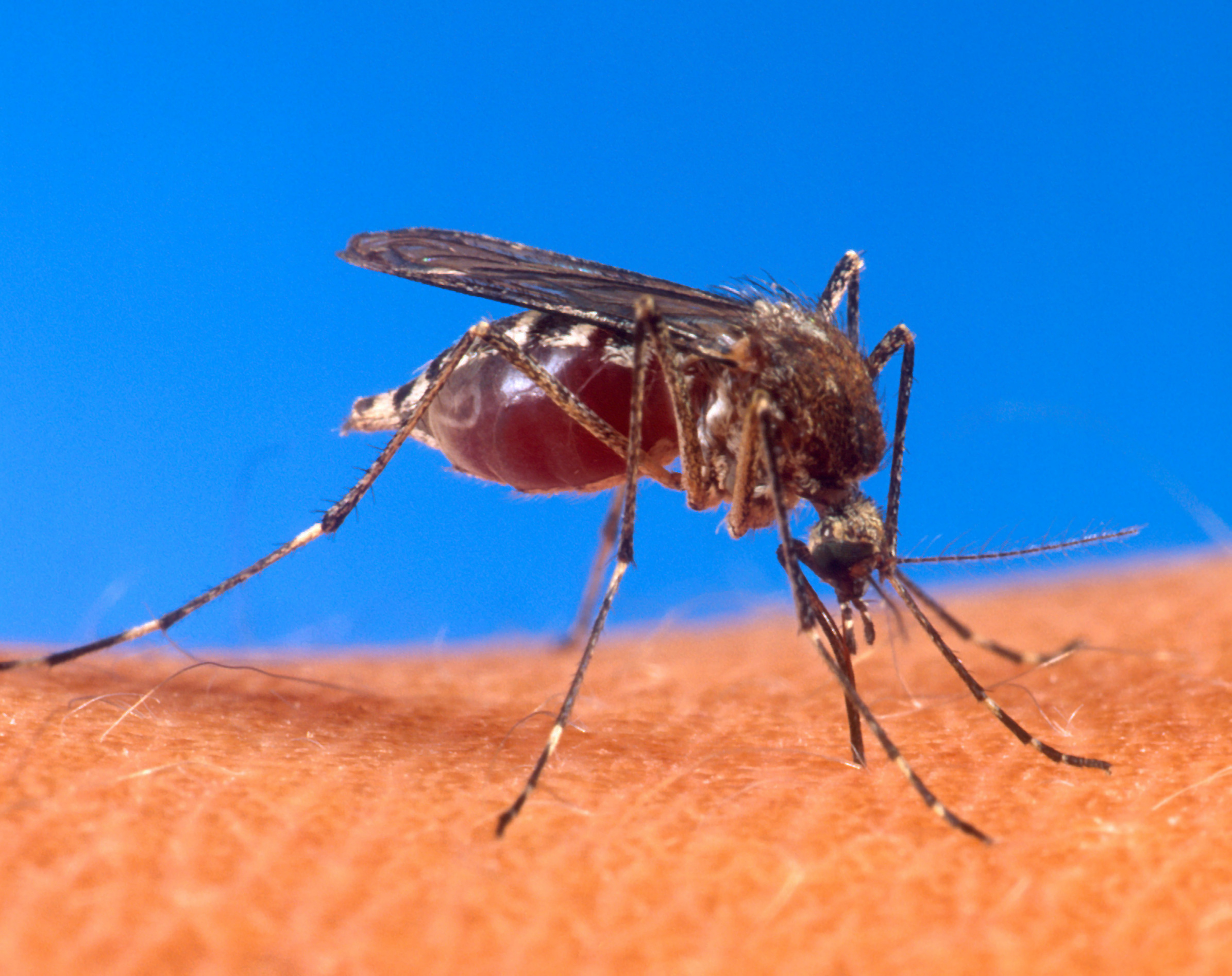
Комар Aedes aegypti — переносник жовтої гарячки у міських осередках Африки.

Передача вірусів від хворої до здорової людини відбувається переважно при укусах комарами Aedes aegypti (Африка) і москітами Haemagogus spegazzini (Америка) — реалізується трансмісивний механізм передачі інфекції. Тривалість заразності інфікованого комара від 3 до 30 днів. Захворюваність у антропонозних осередках набуває переважно епідемічного характеру з високою летальністю. Зрідка заражена кров хворого може потрапити на пошкоджені слизові оболонки чи шкіру інших людей й спричинити їхнє зараження — реалізується контактний механізм.

### Сприйнятливий контингент й імунітет
Сприйнятливість людей загальна, не залежить від віку й статі. В ендемічних осередках частіше хворіють діти та приїжджі, що пов'язано з відсутністю у них набутого імунітету. Там, де регулярно проводять профілактичну вакцинацію, такої чіткої закономірності немає. Природного імунітету до жовтої гарячки не існує. Після перенесеної хвороби залишається гуморальний стійкий довічний імунітет. У вакцинованих віруснейтралізуючі антитіла виявляються на 7-10 день після імунізації і зберігаються протягом 6 років.

## Патогенез та патоморфологічні зміни

### Початковий період
Вірус після укусу швидко заноситься лімфогенним шляхом у клітини системи мононуклеарних фагоцитів, де відбувається його репродукція (фаза інкубації). Через кілька днів вірус проникає в кров, наступає фаза вірусемії тривалістю 3-5 днів. Гематогенним шляхом збудник заноситься в різні органи, перш за все в печінку, нирки, селезінку, кістковий мозок, лімфатичні вузли, спричиняючи їхнє ураження (фаза поліорганної патології). При розвитку хвороби відмічається виражений тропізм збудника до судинного апарату цих органів. Внаслідок змін у судинах і особливо капілярах, прекапілярах, підвищується їхня проникливість. Ураження судин призводить до виникнення тромбогеморагічного синдрому, що проявляється численними крововиливами в різні органи.

### Період розпалу
Найбільші зміни виникають у паренхіматозних органах. Печінка збільшена, відмічаються невеликі вогнища некрозу в перисинусоїдних просторах — вогнищеві гомогенні гіалінові тільця Каунсільмена, внутрішньоядерні еозинофільні включення (тільця Торреса), які виникають внаслідок репродукції вірусу в клітинах і змін в їх ядрах, жирова дегенерація гепатоцитів у центральних зонах печінкових дольок. Все це призводить до появи жовтяниці, звідки й назва хвороби. Шкіра забарвлена в жовтий колір, часто багряна через венозну гіперемію. На шкірі та слизових оболонках виявляють геморагічний висип. При ураженні нейротропними штамами вірусу в мозку знаходять навколосудинні інфільтрати, крововиливи та інші прояви енцефаліту. У нирках відмічають набряк, крововиливи, некроз канальців. Аналогічні зміни знаходять і в селезінці, міокарді, лімфатичних вузлах.
З моменту проникнення збудника активуються захисні реакції, які й сприяють надалі звільненню організму від збудника — фаза імунологічної перебудови та формування імунітету.

## Клінічні прояви

### Класифікація
Згідно з МКХ 10-го перегляду у блоці: «Вірусні гарячки, що передаються членистоногими, й вірусні геморагічні гарячки» виділяють:
- А95 Жовта гарячка:

- А95.0 Лісова жовта гарячка;
- А95.1 Міська жовта гарячка;
- А95.9 Жовта гарячка неуточнена;

За ступенем виразності клінічних симптомів, як і при інших хворобах, виділяють такі форми:
- субклінічну;
- маніфестну;

За ступенем тяжкості вирізняють:
- легку;
- середньотяжку;
- тяжку;
- блискавичну.

Виділяють 3 клінічні стадії хвороби:
1. Початкова або гарячкова (стадія гіперемії);
2. Стадія ремісії (нерідко відсутня при надтяжкому перебігу);
3. Реактивна стадія (стадія венозного стазу).

### Стадія гіперемії
Тривалість інкубаційного періоду 3-6 днів.
Хвороба починається гостро без продромальних явищ, нерідко раптово з появи сильного ознобу, інтенсивного головного болю, більше в потиличній ділянці, болю в попереку, спині, кінцівках, швидкого підвищення температури тіла до 39-40°С і вище. Різко погіршується апетит. Виникають гіперемія та одутлість обличчя, набряк повік, набряк губ, ін'єкція судин склер і кон'юнктив («амарильна маска»), виражена тахікардія (до 100—130 скорочень на хвилину) при нормальному або дещо підвищеному артеріальному тиску (АТ), нерідко збудження, марення. На 2-й день стан хворого погіршується ще більше, приєднуються сильна спрага, нудота, багаторазове блювання спочатку слизом, потім із домішками жовчі. Язик стає сухим, краї його і слизова порожнини рота гіперемійовані, з рота відчувається характерний запах «м'ясної крамниці» (симптом Феррарі). На 3-4-й день може з'являтися ціаноз, іноді жовтяниця, домішки крові в блювотинні (гематемезис). У деяких випадках хворий може померти уже на 2-3-й день хвороби, до розвитку жовтяниці.

### Стадія ремісії
На 4-5-й день наступає вдаване благополуччя тривалістю від кількох годин до 2 діб. Самопочуття хворого покращується, температура тіла знижується до субфебрильної, зникають головний біль і міальгії, покращуються сон і апетит. При легкому перебігу ця стадія ремісії може переходити в період реконвалесценції.

### Стадія венозного стазу
Однак частіше після стадії ремісії наступає стадія венозного стазу: знову підвищується температура тіла, прогресивно погіршується загальний стан, наростають загальна слабкість, прояви геморагічного синдрому — багаторазове блювання кривавими масами, мелена (чорні випорожнення, що містять кров), носові, маткові кровотечі, численні, різні за розмірами геморагії на шкірі і слизових оболонках. Гіперемія обличчя змінюється його блідістю з ціанозом, виникає або посилюється жовтяниця склер та шкіри. Тахікардія, як правило, змінюється на виразну брадикардію, гіпотензію, що не відповідає ступеню підвищення температури тіла — симптом Фаже. Значно збільшується в розмірах і стає болючою печінка, збільшується і селезінка. Виділення сечі різко зменшується, виникають олігурія або анурія. У тяжких випадках виникають прояви токсичного енцефаліту: психомоторне збудження, марення, порушення свідомості, часто з підвищенням внутрішньочерепного тиску.

### Блискавичний перебіг
Характеризується різким раптовим початком і дуже швидким наростанням клінічних симптомів. Хвороба прогресує так швидко, що хворий може померти навіть до появи жовтяниці, а це утруднює діагностику. При блискавичному перебігу немає стадії ремісії. Смерть настає на 3-й день і навіть раніше на фоні тяжких судинних розладів.

### Період зворотного розвитку
У випадках сприятливого перебігу з 7-9-го дня хвороби стан хворого поступово покращується, знижується температура тіла, повільно зникають усі прояви хвороби. Жовтяниця може зберігатися декілька тижнів. Повне одужання настає повільно.

## Ускладнення
Можливі масивні кровотечі, уремія, печінкова недостатність, пневмонія, міокардит, тромбофлебіти, гангрена кінцівок, гнійний паротит та ін. Смерть настає найчастіше в стадії венозного стазу на 6-9-й день хвороби внаслідок розвитку шоку, ниркової, печінкової недостатності. Летальність коливається від 5 до 25 %, але може досягати навіть 60 % при деяких епідеміях.

## Діагностика

### Загальнолабораторні зміни
У загальному аналізі крові відзначається лейкопенія, нейтропенія, тромбоцитопенія, відносний лімфоцитоз, підвищення ШОЕ. У біохімічному аналізі крові: гіпербілірубінемія, гіперазотемія, підвищений рівень калію, підвищення активності аспартатамінотрансферази, яка переважає активність аланінамінотрансферази через пряму пошкоджуючу дію вірусу на скелетні м'язи і міокард. При розвитку синдрому дисемінованого внутрішньосудинного згортання знижується рівень фібриногену, інших факторів згортання, з'являються продукти деградації фібриногену, стають позитивними етаноловий та β-нафтоловий тести. У загальному аналізі сечі — підвищений вміст білка, гіалінові та зернисті циліндри, свіжі та змінені еритроцити, жовчні пігменти. При розвитку енцефаліту в спинномозковому ліквору з'являється підвищений вміст білка та білково-клітинна дисоціація.

### Специфічна діагностика
Верифікувати діагноз жовтої гарячки допомагають вірусологічні, серологічні та патанатомічні дослідження. Виділити вірус із крові хворого можна в перші 3-4 дні хвороби шляхом зараження новонароджених і дорослих мишей субокципітально. Через 10-15 діб заражені тварини гинуть від енцефаліту. Виділення вірусу можна провести на курячих ембріонах, або культурах тканин, а його ідентифікацію — у реакції нейтралізації.
Серологічні реакції ставлять у динаміці, результат оцінюють за наростанням титру антитіл.
- Реакція нейтралізації — чутлива, дозволяє визначити нейтралізуючі антитіла з першого тижня захворювання і протягом багатьох років, високі титри їх зберігаються протягом усього життя.
- PRNT[14] — більш чутлива, в основі її зменшення числа вірусів вірус-нейтралізуючими антитілами при послідовному розведенні сироватки крові.
- Реакція зв'язування комплементу — є специфічною і дозволяє визначити відповідні антитіла з 2-3 тижня хвороби, але вони рідко виявляються у хворих із легкими формами.
- Реакція ензим-мічених антитіл — використовують для визначення специфічних IgG і IgM антитіл. Особливо цінна ця реакція при обстеженні осіб, які проживають в ендемічних регіонах, дозволяє розрізнити свіжі та анамнестичні антитіла.
- Експрес-метод — для швидкого визначення жовтої гарячки використовують виявлення антигену вірусу в сироватці крові за допомогою моноклональних антитіл в ІФА.

Використовується й ПЛР.
У розпал хвороби можлива біопсія печінки для виявлення вірусу в тканині за допомогою імуногістохімічного фарбування. Морфологічні ж зміни, як правило, неспецифічні й відповідають ураженням, притаманним більшості геморагічних гарячок.

## Лікування
Призначається суворий ліжковий режим, вітамінізована, висококалорійна щадна дієта з урахуванням органної патології. Виняткове значення має догляд за хворим, спостереження за динамікою клінічних і лабораторних показників.
Специфічна терапія не розроблена. Хоча існує гіпотетична думка про можливість використання рибавірину, однак на приматах, хворих на жовту гарячку, він свого ефекту не виявив. Немає на даний момент й переконливих результатів від застосування інтерферонів. Проводиться патогенетична і симптоматична терапія, яка включає дезінтоксикаційні, протишокові та гемостатичні засоби з урахуванням виразності того чи іншого синдрому, респіраторна підтримка, переливання одногрупної плазми або крові (при масивних крововтратах), введення діуретиків, корекція кислотно-лужної рівноваги. При розвитку гострої ниркової недостатності (ГНН) показано проведення гемодіалізу. Для запобігання виникненню бактерійних ускладнень рекомендовано призначення антибіотиків широкого спектра дії (за винятком гепато- і нефротоксичних). Через те, що одним із ведучих патогенетичних порушень є фульмінантний гепатит, іноді здійснюють ургентну (негайну) трансплантацію печінки

## Профілактика

### Загальні заходи

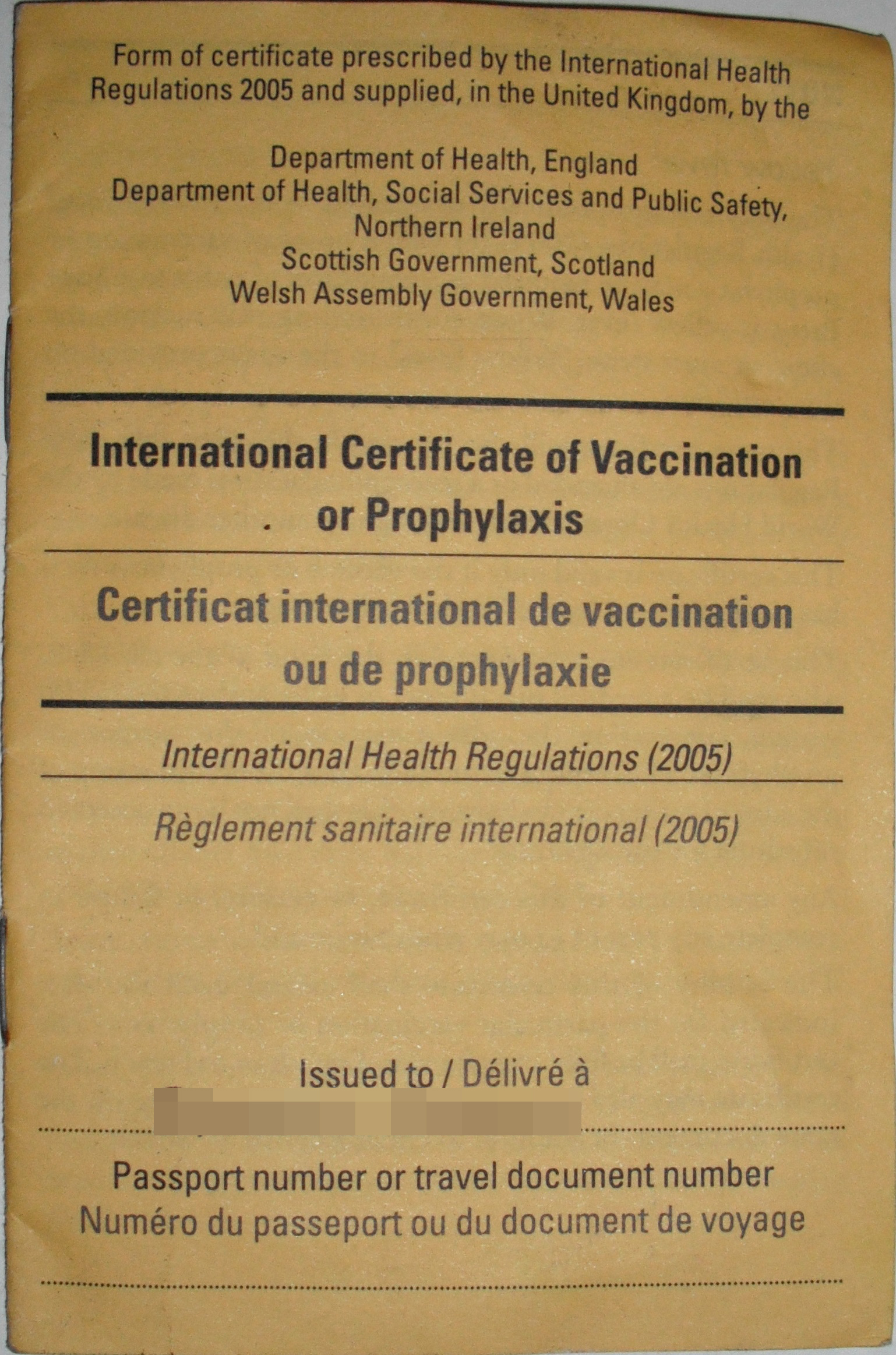
Міжнародний сертифікат щеплень, в якому записуються відомості про введення вакцини проти жовтої гарячки

Жовта гарячка включена в групу захворювань, заходи проти яких регулюються Міжнародними медико-санітарними правилами 2005 року. Про епідемічну ситуацію з жовтої гарячки в різних регіонах ВООЗ щотижня сповіщає всі країни. Профілактичні заходи включають захист від укусів комарів в ендемічних регіонах (використання репелентів, захист житла відповідними сітками тощо), дезінсекцію, а також проведення специфічної поголовної імунізації населення, яке проживає в ендемічних регіонах або осіб із неендемічних територій за 10 днів до їхнього виїзду в указані зони. Міжнародні медико-санітарні правила дозволяють країнам вимагати довідки про вакцинацію, перш ніж дозволити мандрівникам в'їхати до своєї території. Мандрівники повинні мати Міжнародний сертифікат про вакцинацію проти жовтої гарячки.
Протиепідемічні заходи включають обов'язкову госпіталізацію з індивідуальною ізоляцією хворих у приміщення (бокси), захищені від доступу комарів у регіонах, де є небезпека подальшого передавання інфекції, з виділенням окремого медичного інструментарію. Медичний персонал під час роботи повинен бути захищений від попадання крові на шкіру і слизові оболонки. Обов'язкове повідомлення ВООЗ (протягом 24 годин) про випадок захворювання і заходи, які проводяться по ліквідації осередку і недопущенню виникнення нових випадків. В осередку проводять дезінсекцію. При виникненні спалаху жовтої гарячки негайно проводять масову вакцинацію населення.

### Специфічна профілактика

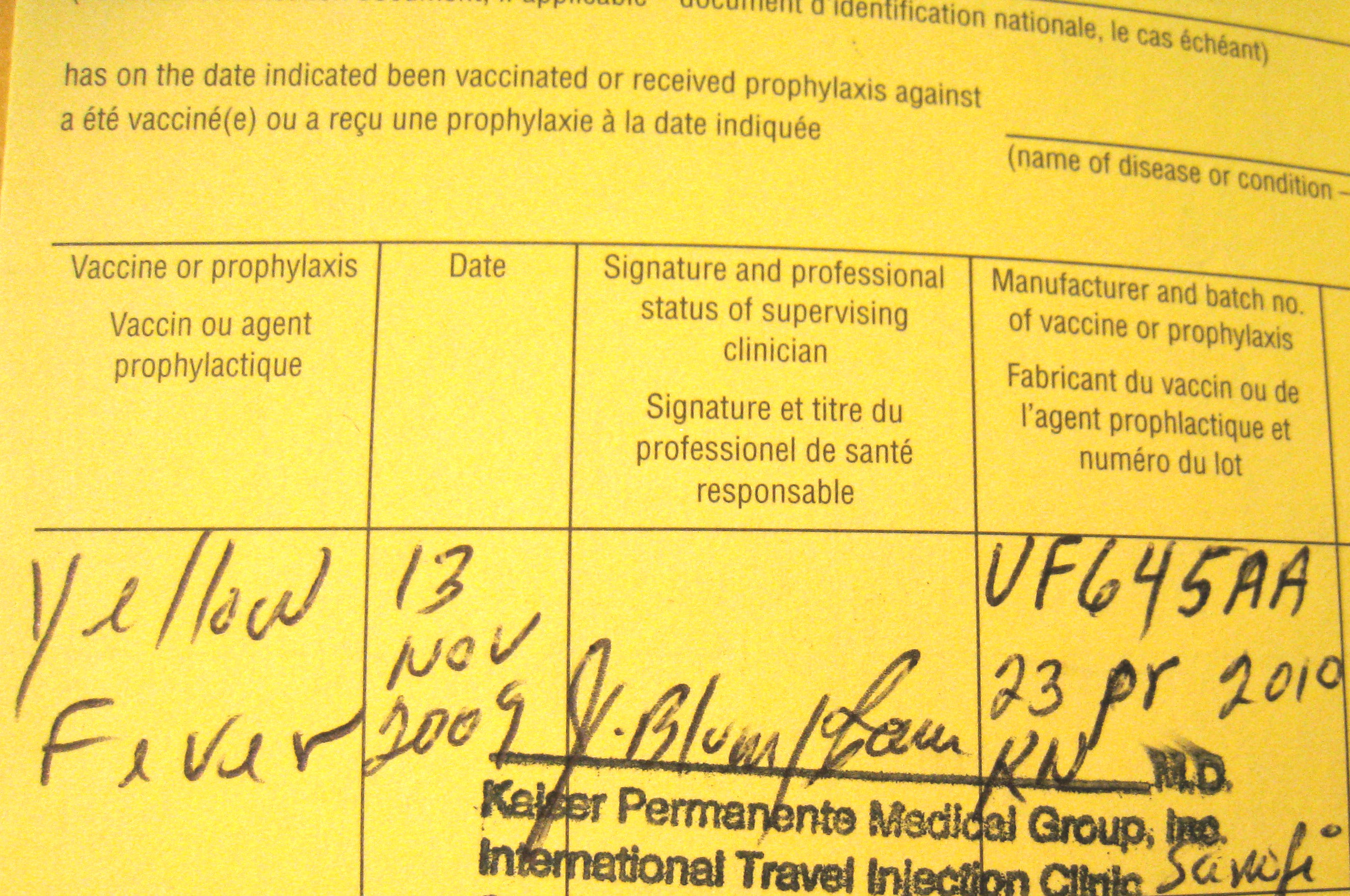
Так виглядає запис у Міжнародному сертифікаті щеплень про вакцинацію проти жовтої гарячки.

Активна профілактика проводиться живою атенуйованою вакциною 17Д шляхом одноразового підшкірного її введення по 0,5 мл у розведенні 1:10, про що робиться відповідний запис у Міжнародному сертифікаті щеплень. Цю вакцину вважають однією з найбезпечніших і високоефективних вакцин в історії вакцинології. Надійний імунітет створюється протягом тижня у 99 % вакцинованих і триває іноді до 25-35 років. При необхідності ревакцинація можлива через 10 років. Є дані, що введення навіть 1/5 від звичної дози вакцини, рекомендованої для планової вакцинації, може бути використане для контролю спалаху хвороби в разі нестачі вакцин, що показала епідемія 2016 року в Анголі. Неімунізовані особи, що прибули з ендемічних зон, підлягають карантину протягом 9 днів. Міжнародними медико-санітарними правилами 2005 року передбачена також профілактична дезінсекція транспорту, що прибуває з ендемічних регіонів.
Повний перелік країн з епідемічним потенціалом жовтої гарячки наданий на сайті CDC  [Архівовано 19 листопада 2008 у Wayback Machine.].
Перелік країн, де вимагають міжнародний сертифікат про вакцинацію проти жовтої гарячки:
1. Бенін
2. Буркіна Фасо
3. Габон
4. Гана
5. Демократична Республіка Конго
6. Камерун
7. Конго
8. Кот-д'Івуар
9. Ліберія
10. Мавританія
11. Малі
12. Нігер
13. Перу (тільки в разі необхідності перебування в районах джунглів)
14. Руанда
15. Сан-Томе і Принсіпі
16. Того
17. Французька Гвіана
18. Центральноафриканська Республіка

Перелік країн, де є окремі ендемічні зони та при в'їзді до яких рекомендується мати міжнародний сертифікат про вакцинацію проти жовтої гарячки: Південна Америка
1. Венесуела
2. Болівія
3. Бразилія
4. Гаяна
5. Колумбія
6. Панама
7. Суринам
8. Еквадор

Африка
1. Ангола
2. Бурунді
3. Гамбія
4. Гвінея
5. Гвінея-Бісау
6. Замбія
7. Кенія
8. Нігерія
9. Південний Судан
10. Сенегал
11. Сомалі
12. Судан
13. Сьєрра-Леоне
14. Танзанія
15. Уганда
16. Чад
17. Екваторіальна Гвінея
18. Ефіопія

## Цікаві факти
- Американський лікар Джон Горрі був прихильником теорії того, що забруднене жарке повітря обумовлює якщо не виникнення жовтої гарячки, то, врешті-решт, поганий прогноз у хворих на цю хворобу. У 1851 році, працюючи в лікарні містечка Апалачікола (штат Флорида), він запатентував охолоджувальний пристрій, який дозволяв остудити лікарняну палату. Його апарат міг служити одночасно морозильником і кондиціонером. Однак діяльність Горрі була не прийнята сучасниками, принижений критиками в розв'язаній проти нього наклепницькій кампанії, потерпілий фінансово, талановитий доктор помер у 1855 році в злиднях і повному забутті. Через півстоліття принцип такого типу охолодження був надуспішно використаний для створення побутових холодильників, а потім й кондиціонерів…[18]
- Відомий англійський романіст і драматург, член палати общин Метью Грегорі Льюїс, який створив один із найкращих готичних романів «Монах», помер від жовтої гарячки на кораблі, на шляху з Вест-Індії до Великої Британії, 14 травня 1818 року[19]

## Епідемічні спалахи у наш час

### Спалах 2016 року в Анголі та поширення хвороби до інших країн

#### Ангола
Станом на 8 лютого 2016 року Міністерство охорони здоров'я Анголи повідомило ВООЗ про спалах жовтої гарячки у цій країні. Від 5 грудня 2015 року загалом зафіксували 164 випадки жовтої гарячки, зокрема 37 смертей. 3 лютого 2016 року стартувала кампанія з вакцинації, що призвана запобігти подальшому поширенню хвороби в країні.
Станом на 21 березня 2016 року зареєстрували в 16 з 18 провінцій країни 1 132 випадки жовтої гарячки, зокрема 168 смертей. Проведена кампанія з вакцинації, збільшення кількості випадків хвороби спостерігалось у тих регіонах, в яких вакцинацію не встигли провести до досягнення цільового показника у 90 %..
Цей спалах жовтої гарячки у Анголі є першим за останні 30 років. Для боротьби з хворобою станом на 24 березня 2016 року провакцинували 5,7 млн громадян країни.
Станом на 7 квітня 2016 року в країні зареєстрували 1 708 випадків хвороби, зокрема зафіксували 238 смертей. Національний комітет із впровадження ММСП 2005 року в Анголі підтвердив поширення циркуляції вірусу зі столичної провінції до ще 5-ти провінцій країни. Кампанія з негайної вакцинації зі столичної провінції поширена ще на 7 провінцій. Громадянам країни та мандрівникам з інших територій ввели 1,9 млн доз вакцини проти жовтої гарячки.
Станом на 19 квітня 2016 року в країні зареєстрували 1 908 випадків хвороби, зокрема 250 смертей. Органи влади констатують, що в столичній провінції Луанда та 2-х провінціях — Гуамбо та Гуїла, де проводились інтенсивні протиепідемічні заходи, включаючи вакцинацію, якою охоплено близько 1 млн жителів цих провінцій та передбачається вакцинація ще 2,15 млн людей там.
Станом на 26 травня 2016 року в країні зафіксували 2536 випадків хвороби, з яких 301 виявились смертельними. У країні провакцинували 7,5 млн людей.
Станом на 1 червня 2016 року в країні зафіксували вже 2893 випадків хвороби, з яких 325 виявились смертельними.
Станом на 8 червня 2016 року в країні виявили вже 2954 захворілих, померли 328 пацієнтів. Зареєстрували локальну передачу вірусу в 3-х провінціях Анголи, де до цього такого передавання не було. Таким чином, на цей період встановлено передачу хвороби вже в 11 провінціях.
 Станом на 10 червня 2016 року в країні зареєстрували 3137 випадків, зокрема 345 смертей, у 18 провінціях. Провакцинували майже половину жителів країни — 10 641 209 осіб. Вакцинацію продовжать і надалі через виникнення нових випадків у нових районах. Незважаючи на загальну тенденцію до гальмування епідемії ще й досі існує ризик поширення хвороби за межі країни.
Станом на 24 червня 2016 року в країні зареєстрували 3464 випадки хвороби, зокрема 353 смерті. Усі випадки, як і раніше, відбулись у 18 провінціях.
Станом на 15 липня 2016 року в країні вже зареєстрували 3682 випадки хвороби у 18 провінціях, серед цих випадків 877 є лабораторно підтвердженими. 361 хворий помер.
Станом на 21 липня 2016 року в країні зареєстрували 3748 хворих, з яких 879 є лабораторно підтвердженими. Смертей зареєстрували 364.
 Станом на 28 липня 2016 року в країні зареєстрували 3818 випадків хвороби, зокрема 369 смертей. 879 випадків є лабораторно підтвердженими. Почата нова фаза вакцинації, яка має охопити 3 млн жителів країни
Хоча кількість зареєстрованих підозрілих випадків за тиждень спостереження збільшилась до 3867, але другий поспіль тиждень не було нових підтверджених лабораторно випадків, що свідчить про ймовірне припинення стійкої передачі. Не збільшилась й кількість смертей.
У повідомленні ВООЗ від 26.08 2016 року відмічено, що в Анголі з 23 червня не зареєстрували жодного підтвердженого випадку хворобу. Хоча кількість підозрюваних випадків зросла до 3984, але кількість смертей стабільно не збільшилася з 28 липня 2016 року. Попередні висновки свідчать про закінчення епідемії в країні.
Станом на 6 вересня 2016 року жодного підтвердженого випадку протягом терміну спостереження з 26.08 2016 року не зареєстрували.
Станом на 16 вересня 2016 року в країні зареєстрували 4 нових лабораторно підтверджених випадків, що свідчить при продовження циркуляції збудника та неприпинення епідемії. 2-у фазу вакцинальної кампанії поновили у 12 районах Анголи.
Згідно повідомлення ВООЗ відкинута підозра про приналежність 3-х підтверджених лабораторно випадків із попереднього повідомлення до жовтої гарячки, які визнані несправжньо-позитивними через проведення вакцинації. 2-у фазу вакцинальної кампанії розпочинають у 12 районах 9 провінцій Анголи.
Станом на 2 вересня 2016 року останній підтверджений випадок жовтої гарячки в країні зафіксували 23 червня. Про 32 підозрюваних випадки повідомлено з того часу. Передбачено початок нової хвилі вакцинації, яка має охопити у другій половині жовтня 2 млн людей у 12 районах країни.
Станом на 6 жовтня 2016 року в країні не зафіксовано жодного нового підтвердженого випадку жовтої гарячки з 23 червня, але йде розслідування стосовно 42 нових підозрюваних випадків протягом останнього місяця спостереження за епідемією. Стартувала кампанія нової вакцинації, яка має охопити 10 млн людей у певних регіонах.

#### Китай
Міністерство охорони здоров'я Китаю повідомило про перший підтверджений випадок завезення жовтої гарячки до країни. Громадянин країни повернувся з Анголи, де він працював за контрактом і в нього з'явилися перші прояви жовтої гарячки, вакцинацію він до захворювання не отримав. По приїзду до Пекіну його госпіталізували.
Станом на 1 квітня 2016 року Міністерство охорони здоров'я Китаю повідомило вже про 9 випадків підтвердженого завезення хвороби до Китаю з Анголи.
Станом на 12 квітня 2016 року виявлені ще 2 випадки завезення хвороби до країни. Таким чином, в Китаї зареєстрували вже 11 випадків жовтої гарячки.

#### Кенія
Міністерство охорони здоров'я Кенії повідомило ВООЗ про потрапляння на територію країни між 15 та 18 березня 2016 року 2 хворих на жовту гарячку, які прибули з Анголи. Один із хворих помер. У країні посилено епідеміологічний нагляд за мандрівниками.

#### Демократична Республіка Конго
22 березня 2016 року Регіональний центр по запровадженню ММСП 2005 року повідомив ВООЗ про виникнення з початку січня 2016 року на території Демократичної Республіки Конго спалаху жовтої гарячки, яка була імпортована з Анголи через приїзд звідти заражених мандрівників і робітників. З початку січня 2016 року до 22 березня зареєстрували 453 випадки, зокрема 45 смертей. Влада країни наголосила про автохтонну локальну передачу хвороби через місцевих комарів, тому що деяка частина хворих за межі країни не виїжджала. Разом із відповідними службами ВООЗ провело впровадження комплексу невідкладних заходів для стримання хвороби.
 Станом на 31 травня 2016 року в країні зареєстрували 700 випадків хвороби, зокрема 63 смерті. Проведено широкомасштабну вакцинацію, для цього використано 2 200 тисяч доз вакцини проти жовтої гарячки.
Станом на 23 червня 2016 року країна повідомила про 1307 випадків хвороби, зокрема 70 смертей. Захворювання відбулись у 22 медичних регіонах 5 провінцій.
Станом на 21 липня 2016 року в країні зареєстрували 1907 випадків жовтої гарячки в 5 провінціях, зокрема, 95 смертей.
Станом на 27 липня 2016 року в країни зареєстрували 2015 випадків хвороби. Кількість померлих з 21 липня не збільшилась. Також стартувала чергова фаза вакцинації.
Станом на 8 серпня 2016 року в країні зареєстрували 2269 підозрюваних випадків. Але лише 74 є лабораторно підтвердженими, включаючи 16 смертей. Профілактичну кампанію по вакцинації розпочато 17 серпня у 32 зонах в провінції Кіншаса і 16 зонах у прикордонних районах з Анголою.

Станом на 26.08 2016 року зареєстрували 2410 підозрюваних випадків хвороби, з них лабораторно підтверджених 75. Кількість смертей за час спостереження не збільшилась.
Станом на 6 вересня 2016 року з 26.08 жодного підтвердженого випадку не зареєстрували
Станом на 14 вересня 2016 року 2 нових лабораторно підтверджених випадків зареєстрували в країні, що свідчить про продовження циркуляції вірусу та тривання епідемії. Через це відновили 2-у фазу вакцинальної кампанії.
Станом на 18 вересня 2016 року розслідуються 12 нових випадків хвороби. Кампанія ревакцинації розпочата в деяких зонах країни.
Станом на 5 жовтня 2016 року влада країни повідомила, що останній підтверджений випадок зареєстрували 12 липня. 7 підозрюваних випадків досліджують лабораторно. У двох регіонах провінції Кванго поновили вакцинацію з 2 жовтня.
Станом на 12 жовтня 2016 року у країні з 12 липня не виявлено жодного нового підтвердженого випадку хвороби, пов'язаного зі спалахом в Анголі, але підтверджено новий випадок жовтої гарячки місцевого походження. Розслідують 16 підозрюваних випадків, які виявили протягом тижня спостереження. Проводиться кампанія вакцинації у певних регіонах країни.
Станом на 19 жовтня 2016 року в країні додатково провакцинували 152 492 мешканців.

#### Можливе поширення до інших країн
9 червня ВООЗ повідомила, що три країни Африки сповістили про підозрювані випадки жовтої гарячки: Ефіопія (1 випадок), Гана (4 випадки) та Республіка Конго (1 випадок). Регіональні референс-лабораторії проводять підтверджуючі лабораторні дослідження у цих пацієнтів. Станом на 15 червня 2016 року 7 країн (Бразилія, Чад, Колумбія, Ефіопія, Гана, Перу та Уганда) відбулись поодинокі спорадичні випадки або спалахи, що не пов'язують з епідемією в Анголі.

#### Засідання Комітету з надзвичайних ситуацій ВООЗ
Друге засідання цього Комітету з питань спалаху жовтої гарячки відбулось у форматі телеконференції 31 серпня 2016 року. Члени Комітету прийшли до згоди стосовно оцінки сьогоднішнього стану спалаху та передали Генеральному директору ВООЗ на розгляд пропозиції щодо нього. Слід вважати, що спалах припинився (останній підтверджений випадок в Анголі зареєстрували 23 червня 2016 року, в Демократичній республіці Конго — 12 липня), проведені великі кампанії вакцинації. Проведена оцінка випадків занесення хвороби до інших країн, стан ситуації з незалежною від обговорюваного спалаху епідемією в Уганді не показали подальшого поширення жовтої гарячки в Африці та світі. Тому розгляданий спалах не слід на сьогодні вважати загрозливою подією для громадської охорони здоров'я, що має міжнародне значення. Але через ймовірність відновлення циркуляції вірусу внаслідок настання сезону дощів, коли відбувається посилення міграції комарів, потрібно проводити подальші протиепідемічні заходи у відповідь, реагуючи на зміну ситуації удосконаленням їх, продовжувати ретельний моніторинг ситуації.

#### Закінчення спалаху
25 листопада 2016 року ВООЗ констатувала, що епідемія 2016 року, яка відбулася в Анголі, Демократичній Республіці Конго та мала певне поширення за межі Африки, успішно подолана. Останній підтверджений випадок зафіксували ще 12 липня. Тому стан надзвичайної події припинено.

### Спалах в Уганді (2016 рік)
Станом на 18 квітня 2016 року влада Уганди повідомила ВООЗ про спалах жовтої гарячки на теренах країни. З 26 березня в країні зареєстрували 30 випадків, зокрема 7 смертей. Пов'язували на той час появу хвороби в Уганді з наявністю епідемії в Анголі та завезенням збудника до країни. Останній спалах жовтої гарячки в Уганді відбувся в 2011 році. Терміново розпочали невідкладні протиепідемічні заходи по стримуванню хвороби, проведено невідкладну вакцинацію.
Станом на 1 червня 2016 року в країні зафіксували 68 випадків захворювання, які є автохтонними та не пов'язані з подорожами до Анголи. Спалах в Уганді у березні-червні 2016 року станом на 16 червня 2016 року вважають таким, що не має зв'язку з епідемією в Анголі.
Влада Уганди повідомила про припинення спалаху станом на 6 вересня 2016 року.

### Спалах у Бразилії (2016—2018)
6 січня 2017 року Міністерство охорони здоров'я Бразилії повідомило ВООЗ про 12 підозрюваних випадків у 6 муніципалітетах штату Мінас-Жерайс, які відбулись з 1 грудня 2016 року. Станом на 12 січня 2017 кількість випадків зросла до 110, зокрема летальних з них 30. Виявлені ці випадки вже у 15 муніципалітетах цього штату. 6 з них до цього не реєстрували випадки захворювання у людей. Останній спалах у цьому штаті відбувся у 2002—2003 роках — 63 захворілих, 23 померли (летальність 37 %). МОЗ країни проводить невідкладні протиепідемічні заходи, в тому числі, й вакцинацію у сільських районах.
Станом на 24 січня 2017 року зареєстровано 408 випадків у 3-х штатах країни (Мінас-Жерайс, Еспіриту-Санту, Сан-Паулу), зокрема 87 померлих. У штаті Еспіриту-Санту зафіксовано перший місцевий (автохтонний) випадок з 1940 року. У штаті Сан-Паулу усі 3 випадки закінчилися смертю хворих. Продовжуються протиепідемічні заходи, включаючи вакцинацію.
Станом на 22 лютого 2017 року в країні зареєстровано 1336 випадків хвороби, зокрема 215 смертей у 6 штатах країни (до тих, де епідемія виникла спочатку, додалися випадки в Баїя, Ріу-Гранді-ду-Норті й Токантінс). Також за період спостереження з 1 грудня 2016 року в природі зареєстровано 883 випадки захворювання в мавп. Продовжуються протиепідемічні заходи, які включають боротьбу з комарами за допомогою інсектицидів, використано 12,5 млн доз вакцини серед жителів постраждалих штатів. Зважуючи на поширення хвороби ВООЗ змінила вимоги до вакцинації проти жовтої гарячки для міжнародних мандрівників. Фахівці ВООЗ вважають необхідним вимагати для них наявність сертифікату відповідної вакцинації за умови проведення її не пізніше ніж за 10 днів до будь-якої поїздки до штату Еспіриту-Санту.
Станом на 16 березня 2017 року ВООЗ констатує, що жовта гарячка продовжує поширюватися Атлантичним узбережжям Бразилії в екосистемі «тропічні і субтропічні широколисті ліси». На цей час не зареєстровано випадків поширення хвороби за міським типом — від людей до людей. Передача йде виключно від мавп до людей. Передача хвороби поширилася до штату Ріо-де-Жанейро. Таким чином, ВООЗ вважає за необхідне вимагати від мандрівників сертифікату вакцинації не тільки до штату Еспірту-Санту, як це було запроваджено раніше, але й до штатів Ріо-де-Жанейро і Сан-Паулу. Станом на 3 квітня 2017 року ВООЗ констатує, що продовжується епізоотія серед мавп і поширення вірусу жовтої гарячки по Атлантичному узбережжю Бразилії, при цьому відмічає, що немає ознак так званої міської антропонозної передачі хвороби. ВООЗ відзначає, що у багатьох районах штатів Байя, Еспіріту-Санту, Ріо-де-Жанейро, Сан-Паулу продовжується активна передача. Але продовження вимоги вакцинації проти жовтої гарячки має бути здійснено стосовно мандрівників до 2-х штатів — Ріо-де-Жанейро та Сан-Паулу. Згідно з повідомленням ВООЗ від 24 листопада 2017 року в штаті Сан-Пауло з липня по жовтень цього року виявлено 71 випадок хвороби, один з яких закінчився смертю. За цей час виявлено 580 епізоотій серед мавп. ВООЗ повідомила, що за початок 2018 року в штатах Ріо-де-Жанейро, Сан-Паулу та Мінаса Жерайс спостерігається стрімке збільшення кількості підтверджених випадків жовтої гарячки у людей. Починаючи з 1 липня 2017 року до 16 лютого 2018 року кількість випадків досягла 464 при тому, що 154 людини померло. За цей же час зареєстровано 3812 випадків захворювання мавп у цих регіонах. До цього часу проведена масова вакцинація, якою охоплено 4,3 млн осіб.

### Спалах у Нігерії (2018—2019)
У період з 22 вересня по 31 грудня 2018 року в Нігерії було зареєстровано 146 підозрюваних випадків, 74 підтверджених випадків, у тому числі 26 смертей (летальність склала 18 %). Захворювання зареєстровані в 15 з 18 департаментів штату Едо. Проведено кампанію вакцинації

### Спалах у Нігерії в 2021 році
З 1 січня до 31 серпня 2021 року в країні задокументовано 1312 випадків у 367 територіях місцевого самоврядування, хоча в середньому прошарок вакцинованих від жовтої гарячки після широких кампаній вакцинації становив 75%.